# Докучаев, Георгий Аркадьевич
Георгий Аркадьевич Докучаев (14 января 1864 — после 1921) — военачальник русской императорской и белой армий, генерал-майор (1916).

## Начало военной карьеры
Общее образование получил в Михайловском Воронежском кадетском корпусе. В службу вступил 25 марта 1883 года юнкером рядового звания в 1-е военное Павловское училище. 14 августа 1884 года выпущен подпоручиком в 135-й пехотный Керчь-Еникальский полк 34-й пехотной дивизии. Поручик (ст. 14.08.1888).  Штабс-капитан (ст. 15.03.1897). С мая 1900 года капитан. Командовал ротой.
На 1903 год капитан, офицер-воспитатель Тифлисского кадетского корпуса. На 1904 год подполковник.
На 1 января 1909 года подполковник 261-го пехотного резервного Шемахинского полка 66-й пехотной резервной бригады. Командовал батальоном. На 1914 год полковник 205-го Шемахинского пехотного полка 52-й пехотной дивизии. С мая того же года командир 5-го Кавказского стрелкового полка.

## Первая мировая война
Участник Первой мировой войны. С 2 апреля 1916 года командир бригады 5-й Кавказской стрелковой дивизии.
На 10 июля 1916 года генерал-майор (со старшинством с 11 июля 1915 г.).
С конца июля по середину сентября 1918 года командовал силами Диктатуры Центрокаспия во время битвы за Баку против Кавказской исламской армии под командованием турецкого генерала Нури-паши Киллигиля и вооружёнными формированиями Азербайджанской Демократической Республики.
Впоследствии состоял в Вооружённых силах Юга России; с 13 июля 1919 года в резерве чинов при штабе Главнокомандующего ВСЮР. В марте 1920 года был интернирован в Грузии. В 1921 году был указан в списке условно-амнистированных заключенных Рязанского лагеря принудительных работ.

## Награды
- Орден Св. Станислава 2-й ст. (1903)
- Орден Св. Анны 2-й ст. (1910)
- Орден Св. Владимира 4-й ст. (ВП 16.05.1914)
- Орден Св. Владимира 3-й ст. с мечами (ВП 21.04.1915)
- мечи и бант к ордену св. Владимира 4-й ст. (ВП 18.07.1915)
- Орден Св. Станислава 1-й ст. с мечами (21.06.1916)
- Орден Св. Анны 1-й ст. с мечами (ПАФ 09.04.1917)
- Высочайшее благоволение (ВП 18.07.1915; за отличия в делах…)